# Germán Denis
Germán Gustavo Denis (Lomas de Zamora, 10 settembre 1981) è un ex calciatore argentino, di ruolo attaccante.

## Biografia
È sposato con Natalia, da cui ha avuto quattro figli: Matias, Malena, Julian e Benjamin. Nell'estate del 2010 è diventato cittadino comunitario, ottenendo il passaporto italiano.

## Caratteristiche tecniche
Classico centravanti di peso, veniva utilizzato perlopiù come prima punta. Era capace di fare reparto da solo: sapeva difendere il pallone, aiutare la squadra ad avanzare e fornire assist ai compagni inoltre era abile nel gioco aereo come tiri al volo e colpi di testa. In Argentina è stato soprannominato El Tanque (in italiano il carroarmato), per via della forza fisica che utilizzava per avere la meglio sulle difese avversarie.

## Carriera

### Club

#### Gli esordi in patria, Cesena e il ritorno in Argentina
Nel 1997, German Denis esordisce da professionista nel Talleres (RdE), squadra di cui è tifoso,
 in Primera B Metropolitana, divisione regionale della terza serie argentina. Dopo due stagioni, si trasferisce al Quilmes, collezionando appena quattro presenze e due gol. Nel 2000 passa al Los Andes, in Primera División, non riuscendo a contribuire alla salvezza della squadra che retrocederà in Primera B Nacional.
Dopo aver disputato una prima parte di stagione in Argentina, realizzando 16 gol in 18 partite, nel gennaio 2002 si trasferisce al Cesena. Gioca per un anno e mezzo in Romagna, chiudendo l'esperienza con 29 presenze e 3 reti.
Nell'estate del 2003 torna in patria, in prestito, all'Arsenal Sarandí di Jorge Burruchaga. Durante la seconda stagione a Sarandì, formando una prolifica coppia d'attacco con José Luis Calderón, contribuisce ai 30 punti conquistati dalla squadra nel torneo di Clausura 2005, miglior risultato nella storia della piccola compagine argentina. L'Arsenal lo riscatta dal Cesena per 50000 $, per rivenderlo subito al Colón (SF), con cui mette a segno 11 gol in 36 partite nell'annata seguente.
Nel 2006, sfrutta l'opportunità di giocare per una squadra storica: Jorge Burruchaga, che lo aveva già allenato all'Arsenal de Sarandí, lo chiama all'Independiente. Dopo un primo anno in sordina, è nel torneo di Apertura 2007, sotto la guida del nuovo allenatore Pedro Troglio, che German Denis si afferma definitivamente, mettendo a segno 18 reti: supera il precedente record (17 gol) di José Luis Calderón nel Clausura 1999 e conquista il secondo posto assoluto nelle classifiche, alle spalle dei 20 gol realizzati da Martín Palermo nel torneo di Apertura 1998.
Nel Clausura 2008 mette infine a segno 9 reti, per un totale di 27 realizzazioni stagionali.

#### Napoli e Udinese
Il 27 giugno 2008 il Napoli deposita negli uffici della Lega Calcio il suo contratto firmato. Il giocatore sigla un accordo quinquennale, mentre il costo complessivo dell'operazione è pari a 8 milioni di euro. Il primo gol ufficiale con i partenopei risale al 14 agosto 2008, durante il secondo turno preliminare di Coppa UEFA contro gli albanesi del Vllaznia. Mette a segno la prima rete in Serie A il 28 settembre nel corso del match esterno contro il Bologna, mentre il 29 ottobre realizza la sua prima tripletta italiana contro la Reggina.
Disputa due stagioni in maglia azzurra, totalizzando 20 gol in 72 presenze complessive.
Il 17 agosto 2010 viene ceduto in compartecipazione all'Udinese. Segna il primo gol con la nuova casacca il 19 dicembre nella sconfitta per 3 a 2 sul campo della Lazio, con un colpo di testa che vale il momentaneo pareggio. In campionato realizza 4 reti in 25 gare. Al termine della stagione i friulani ne acquisiscono per intero il cartellino ed il 24 agosto 2011 inizia la sua seconda annata in bianconero, giocando la partita di ritorno valida per i play-off di Champions League contro l'Arsenal (1-2).

#### Atalanta
Il 25 agosto 2011 passa tuttavia in prestito con diritto di riscatto all'Atalanta. Esordisce con la nuova maglia nella seconda giornata di campionato, contro il Genoa (2-2), fornendo l'assist del momentaneo vantaggio a Maxi Moralez. Il 18 settembre sigla la sua prima marcatura nel lunch match contro il Palermo (1-0). Tre giorni dopo, realizza la sua prima doppietta con la maglia nerazzurra nel primo turno infrasettimanale del campionato, giocato in trasferta a Lecce: i due gol valgono la vittoria che permette alla squadra di azzerare la penalità inflitta in seguito alla vicenda calcioscommesse.
Il 27 febbraio 2012 mette a segno contro la Roma la sua prima tripletta, la gara si concluderà sul 4 a 1 per l'Atalanta. Nella stessa partita è autore anche dell'assist per il primo gol della sua squadra, siglato da Marilungo. Al termine della stagione, nella quale va a segno 16 volte, la compagnine bergamasca comunica di aver esercitato il diritto di riscatto a titolo definitivo.
Il 2 settembre 2012, nella partita contro il Cagliari, German Denis sigla la prima rete della seconda stagione con gli orobici. Il gol realizzato allo stadio Is Arenas, nuova casa dei sardi, è anche il primo della storia dello stadio di Quartu Sant'Elena. Segna successivamente una doppietta nelle vittoriose partite casalinghe contro Inter (3-2) e Pescara. Il 7 aprile una sua tripletta porta alla vittoria della squadra bergamasca contro l'Inter a San Siro: si tratta della prima tripletta in Serie A realizzata da un giocatore dell'Atalanta a Milano, l'unico precedente risale infatti al 1963 con i tre gol nella finale di Coppa Italia di Angelo Domenghini.
La seconda annata termina con un bottino di 15 reti in campionato, mentre nella stagione 2013-2014 colleziona 13 centri.
Il 12 aprile 2015, con la doppietta segnata ai danni del Sassuolo, raggiunge il traguardo dei 50 gol in Serie A con la maglia nerazzurra. Il 26 aprile raggiunge Leschly Soerensen al quinto posto nella graduatoria dei migliori marcatori della società bergamasca. Lo stesso giorno, al termine della sfida casalinga contro l'Empoli, al rientro delle squadre negli spogliatoi, colpisce con un pugno il difensore azzurro Lorenzo Tonelli, squalificato a sua volta per una giornata, causandogli conseguenze lesive al volto. In seguito a questo episodio viene squalificato per cinque giornate dal giudice sportivo.
Il 29 novembre 2015, durante la quinta stagione in Lombardia, segna la seconda rete stagionale contro la Roma, nella vittoria esterna per 0 a 2, diventando così il miglior marcatore straniero della storia del club orobico, oltre che il quarto miglior marcatore in assoluto nella storia del club, dietro a Cristiano Doni, Severo Cominelli e Adriano Bassetto. Segna il suo quarto ed ultimo gol in campionato il 30 gennaio 2016 nel pareggio contro il Sassuolo (1-1).

#### Ritorno in patria e passaggio alla Reggina
Nel febbraio del 2016, mette fine alla sua avventura italiana e rientra in Argentina, firmando con l'Independiente.
Dopo quattro stagioni in Sud America, di cui due al Lanús (con cui gioca la finale della Coppa Libertadores 2017) ed una con i peruviani dell'Universitario, il 22 agosto 2019 torna in Italia sottoscrivendo un contratto biennale con la Reggina, militante in Serie C. Il debutto con gli amaranto risale all'8 settembre, nella gara vinta contro il Bisceglie (3-0), subentrando al brasiliano Reginaldo. Il 23 ottobre, contro l'AZ Picerno, segna la sua prima doppietta, fissando il risultato sul 4 a 1 finale. Nella partita successiva, appena una settimana dopo, sigla un'altra doppietta contro l'Avellino.
Conclude la stagione con 23 presenze e 12 reti, ricoprendo un ruolo decisivo nella vittoria del campionato e nella conseguente promozione in Serie B della squadra.
Il 26 settembre 2020, nella sfida esterna contro la Salernitana (1-1), debutta così in serie cadetta: il 5 dicembre mette a segno anche la sua prima rete nel successo per 2 a 1 sul Brescia. Il 21 marzo 2021, in virtù del gol realizzato cotro il Chievo (1-1), diventa il miglior marcatore straniero della storia della squadra calabrese con 15 reti.
Il 30 aprile 2022, realizza la rete della bandiera nella sconfitta casalinga per 1 a 4 contro il Como: a 40 anni e 7 mesi diventa il calciatore più anziano ad aver messo a segno un gol in serie B.

#### Real Calepina
Rimasto svincolato in seguito alla conclusione dell'accordo con la Reggina, il 10 settembre 2022 si unisce ufficialmente alla Real Calepina, formazione di Serie D, scendendo quindi tra i dilettanti. Il 28 settembre 2022 esordisce in campionato contro il Villa Valle. Mette a segno 5 gol in 25 gare di campionato.

#### La Fiorita
Dopo aver condotto la compagine bergamasca alla salvezza, il 7 maggio 2023 German Denis annuncia ufficialmente il ritiro dal calcio giocato. Tuttavia, il 23 giugno dello stesso anno l'attaccante torna sui suoi passi, annunciando un accordo temporaneo con La Fiorita, società sanmarinese, per disputare la doppia sfida contro i moldavi dello Zimbru Chișinău, valevole per le qualificazioni di Conference League (scendendo poi in campo sia all'andata che al ritorno). Dopo l'eliminazione del club sammarinese dalla coppa, si ritira definitivamente.

### Nazionale
La prima convocazione in nazionale, nell'Argentina guidata da Alfio Basile, si realizza in occasione della doppia sfida contro Cile e Venezuela, gare valide per le qualificazioni alla Coppa del Mondo FIFA 2010. Esordisce nel match contro i venezuelani, il 16 ottobre 2007, subentrando nella ripresa a Carlos Tévez.
Il 2 ottobre 2011, ad oltre due anni di distanza dalla precedente presenza con l'Albiceleste, viene convocato per la prima volta dal selezionatore Alejandro Sabella in vista delle partite contro Cile e Venezuela, valide per le qualificazioni ai Mondiali 2014.
Totalizzerà complessivamente cinque presenze, quattro delle quali da subentrato, senza mai andare a segno.

## Statistiche

### Presenze e reti nei club
Statistiche aggiornate al 20 luglio 2023.
Tra club e nazionale maggiore, German Denis ha disputato 712 gare, segnando 243 reti, con una media realizzativa pari a 0,34 gol a partita.
| Stagione             | Squadra              | Campionato           | Campionato | Campionato | Coppe nazionali | Coppe nazionali | Coppe nazionali | Coppe continentali | Coppe continentali | Coppe continentali | Altre coppe | Altre coppe | Altre coppe | Totale | Totale |
| Stagione             | Squadra              | Comp                 | Pres       | Reti       | Comp            | Pres            | Reti            | Comp               | Pres               | Reti               | Comp        | Pres        | Reti        | Pres   | Reti   |
| -------------------- | -------------------- | -------------------- | ---------- | ---------- | --------------- | --------------- | --------------- | ------------------ | ------------------ | ------------------ | ----------- | ----------- | ----------- | ------ | ------ |
| 1997-1998            | Talleres (RdE)       | BM                   | 18         | 12         | -               | -               | -               | -                  | -                  | -                  | -           | -           | -           | 18     | 12     |
| 1998-1999            | Talleres (RdE)       | BM                   | 15         | 13         | -               | -               | -               | -                  | -                  | -                  | -           | -           | -           | 15     | 13     |
| Totale Talleres (RE) | Totale Talleres (RE) | Totale Talleres (RE) | 33         | 25         |                 | -               | -               |                    | -                  | -                  |             | -           | -           | 33     | 25     |
| 1999-2000            | Quilmes              | BN                   | 4          | 2          | -               | -               | -               | -                  | -                  | -                  | -           | -           | -           | 4      | 2      |
| 2000-2001            | Los Andes            | PD                   | 10         | 2          | -               | -               | -               | -                  | -                  | -                  | -           | -           | -           | 10     | 2      |
| 2001-gen. 2002       | Los Andes            | BN                   | 18         | 16         | -               | -               | -               | -                  | -                  | -                  | -           | -           | -           | 18     | 16     |
| Totale Los Andes     | Totale Los Andes     | Totale Los Andes     | 28         | 18         |                 | -               | -               |                    | -                  | -                  |             | -           | -           | 28     | 18     |
| gen.-giu. 2002       | Cesena               | C1                   | 10         | 1          | CI-C            | ?               | ?               | -                  | -                  | -                  | -           | -           | -           | 10     | 1      |
| 2002-2003            | Cesena               | C1                   | 19         | 2          | CI-C            | ?               | ?               | -                  | -                  | -                  | -           | -           | -           | 19+    | 2+     |
| Totale Cesena        | Totale Cesena        | Totale Cesena        | 29         | 3          |                 | 0+              | 0+              |                    | -                  | -                  |             | -           | -           | 29+    | 3+     |
| 2003-2004            | Arsenal Sarandí      | PD                   | 17         | 5          | -               | -               | -               | -                  | -                  | -                  | -           | -           | -           | 17     | 5      |
| 2004-2005            | Arsenal Sarandí      | PD                   | 37         | 8          | -               | -               | -               | CS                 | 6                  | 0                  | -           | -           | -           | 43     | 8      |
| Totale Arsenal       | Totale Arsenal       | Totale Arsenal       | 54         | 13         |                 | -               | -               |                    | 6                  | 0                  |             | -           | -           | 60     | 13     |
| 2005-2006            | Colón (SF)           | PD                   | 36         | 15         | -               | -               | -               | -                  | -                  | -                  | -           | -           | -           | 36     | 15     |
| 2006-2007            | Independiente        | PD                   | 34         | 10         | -               | -               | -               | -                  | -                  | -                  | -           | -           | -           | 34     | 10     |
| 2007-2008            | Independiente        | PD                   | 36         | 27         | -               | -               | -               | -                  | -                  | -                  | -           | -           | -           | 36     | 27     |
| 2008-2009            | Napoli               | A                    | 34         | 8          | CI              | 1               | 0               | Int+CU             | 2+4                | 1+4                | -           | -           | -           | 41     | 13     |
| 2009-2010            | Napoli               | A                    | 29         | 5          | CI              | 2               | 2               | -                  | -                  | -                  | -           | -           | -           | 31     | 7      |
| Totale Napoli        | Totale Napoli        | Totale Napoli        | 63         | 13         |                 | 3               | 2               |                    | 6                  | 5                  |             | -           | -           | 72     | 20     |
| 2010-2011            | Udinese              | A                    | 25         | 4          | CI              | 2               | 1               | -                  | -                  | -                  | -           | -           | -           | 27     | 5      |
| Totale Udinese       | Totale Udinese       | Totale Udinese       | 25         | 4          |                 | 2               | 1               |                    |                    |                    |             | -           | -           | 27     | 5      |
| 2011-2012            | Atalanta             | A                    | 33         | 16         | CI              | 0               | 0               | -                  | -                  | -                  | -           | -           | -           | 33     | 16     |
| 2012-2013            | Atalanta             | A                    | 36         | 15         | CI              | 2               | 0               | -                  | -                  | -                  | -           | -           | -           | 38     | 15     |
| 2013-2014            | Atalanta             | A                    | 37         | 13         | CI              | 1               | 0               | -                  | -                  | -                  | -           | -           | -           | 38     | 13     |
| 2014-2015            | Atalanta             | A                    | 32         | 8          | CI              | 1               | 0               | -                  | -                  | -                  | -           | -           | -           | 33     | 8      |
| 2015-feb. 2016       | Atalanta             | A                    | 15         | 4          | CI              | 1               | 0               | -                  | -                  | -                  | -           | -           | -           | 16     | 4      |
| Totale Atalanta      | Totale Atalanta      | Totale Atalanta      | 153        | 56         |                 | 5               | 0               |                    | -                  | -                  |             | -           | -           | 158    | 56     |
| 2016                 | Independiente        | PD                   | 15         | 3          | CA              | 2               | 0               | -                  | -                  | -                  | -           | -           | -           | 17     | 3      |
| 2016-gen. 2017       | Independiente        | PD                   | 11         | 2          | CA              | 1               | 0               | CS                 | 1                  | 0                  | -           | -           | -           | 13     | 2      |
| Totale Independiente | Totale Independiente | Totale Independiente | 96         | 42         |                 | 3               | 0               |                    | 1                  | 0                  |             | -           | -           | 100    | 42     |
| gen.-giu. 2017       | Lanús                | PD                   | 6          | 3          | CA              | 0               | 0               | CL                 | 8                  | 1                  | -           | -           | -           | 14     | 4      |
| 2017-2018            | Lanús                | PD                   | 18         | 2          | CA              | 2               | 0               | -                  | -                  | -                  | -           | -           | -           | 20     | 2      |
| Totale Lanús         | Totale Lanús         | Totale Lanús         | 24         | 5          |                 | 2               | 0               |                    | 8                  | 1                  |             | -           | -           | 34     | 6      |
| ago.-dic. 2018       | Universitario        | L1                   | 14         | 6          | CB              | -               | -               | -                  | -                  | -                  | -           | -           | -           | 14     | 6      |
| gen.-ago. 2019       | Universitario        | L1                   | 18         | 10         | CB              | 1               | 0               | -                  | -                  | -                  | -           | -           | -           | 19     | 10     |
| Totale Universitario | Totale Universitario | Totale Universitario | 32         | 16         |                 | 1               | 0               |                    | -                  |                    |             | -           | -           | 33     | 16     |
| 2019-2020            | Reggina              | C                    | 23         | 12         | CI+CI-C         | 0+1             | 0               | -                  | -                  | -                  | -           | -           | -           | 24     | 12     |
| 2020-2021            | Reggina              | B                    | 30         | 4          | CI              | 2               | 0               | -                  | -                  | -                  | -           | -           | -           | 32     | 4      |
| 2021-2022            | Reggina              | B                    | 9          | 1          | CI              | 1               | 0               | -                  | -                  | -                  | -           | -           | -           | 10     | 1      |
| Totale Reggina       | Totale Reggina       | Totale Reggina       | 62         | 17         |                 | 4               | 0               |                    | -                  | -                  |             | -           | -           | 66     | 17     |
| 2022-2023            | Real Calepina        | D                    | 25         | 5          | CI-D            | -               | -               | -                  | -                  | -                  | -           | -           | -           | 25     | 5      |
| lug. 2023            | La Fiorita           | CS                   | -          | -          | CT              | -               | -               | UECL               | 2                  | 0                  | -           | -           | -           | 2      | 0      |
| Totale carriera      | Totale carriera      | Totale carriera      | 664        | 234        |                 | 20              | 3               |                    | 23                 | 6                  |             | -           | -           | 707    | 243    |

### Cronologia presenze e reti in nazionale
| Cronologia completa delle presenze e delle reti in nazionale ― Argentina | Cronologia completa delle presenze e delle reti in nazionale ― Argentina | Cronologia completa delle presenze e delle reti in nazionale ― Argentina | Cronologia completa delle presenze e delle reti in nazionale ― Argentina | Cronologia completa delle presenze e delle reti in nazionale ― Argentina | Cronologia completa delle presenze e delle reti in nazionale ― Argentina | Cronologia completa delle presenze e delle reti in nazionale ― Argentina | Cronologia completa delle presenze e delle reti in nazionale ― Argentina |
| Data                                                                     | Città                                                                    | In casa                                                                  | Risultato                                                                | Ospiti                                                                   | Competizione                                                             | Reti                                                                     | Note                                                                     |
| ------------------------------------------------------------------------ | ------------------------------------------------------------------------ | ------------------------------------------------------------------------ | ------------------------------------------------------------------------ | ------------------------------------------------------------------------ | ------------------------------------------------------------------------ | ------------------------------------------------------------------------ | ------------------------------------------------------------------------ |
| 16-10-2007                                                               | Maracaibo                                                                | Venezuela                                                                | 0 – 2                                                                    | Argentina                                                                | Qual. Mondiali 2010                                                      | -                                                                        | 80’                                                                      |
| 17-11-2007                                                               | Buenos Aires                                                             | Argentina                                                                | 3 – 0                                                                    | Bolivia                                                                  | Qual. Mondiali 2010                                                      | -                                                                        | 83’                                                                      |
| 20-8-2008                                                                | Minsk                                                                    | Bielorussia                                                              | 0 – 0                                                                    | Argentina                                                                | Amichevole                                                               | -                                                                        | 64’                                                                      |
| 10-9-2008                                                                | Lima                                                                     | Perù                                                                     | 1 – 1                                                                    | Argentina                                                                | Qual. Mondiali 2010                                                      | -                                                                        | 63’                                                                      |
| 19-11-2008                                                               | Glasgow                                                                  | Scozia                                                                   | 0 – 1                                                                    | Argentina                                                                | Amichevole                                                               | -                                                                        | 75’                                                                      |
| Totale                                                                   |                                                                          | Presenze                                                                 | 5                                                                        |                                                                          | Reti                                                                     | 0                                                                        |                                                                          |

## Palmarès

### Club

#### Competizioni nazionali
- Campionato italiano Serie C: 1

Reggina: 2019-2020 (girone C)

### Individuale
- Capocannoniere del Campionato argentino: 1

Independiente: Apertura 2007 (18 gol)